# Quận Lafayette, Missouri
Quận Lafayette là một quận thuộc tiểu bang Missouri, Hoa Kỳ. Theo điều tra dân số năm 2010 của Cục điều tra dân số Hoa Kỳ, quận có dân số 33381 người 2. Quận lỵ đóng ở Lexington.6

## Địa lý
Theo Cục điều tra dân số Hoa Kỳ, quận có tổng diện tích 1660 km2, trong đó có 28 km2 là diện tích mặt nước.